# Gammhamnen
Gammhamnen är en sjö i Kramfors kommun i Ångermanland och ingår i Nätraån-Ångermanälvens kustområde. Sjön är 16 meter djup, har en yta på 0,163 kvadratkilometer och är belägen 2,9 meter över havet. Vid provfiske har abborre, gädda, mört och sik fångats i sjön.

## Delavrinningsområde
Gammhamnen ingår i det delavrinningsområde (696339-663572) som SMHI kallar för Utloppet av Gammhamnen. Medelhöjden är 14 meter över havet och ytan är 0,47 kvadratkilometer. Det finns inga avrinningsområden uppströms utan avrinningsområdet är högsta punkten. Avrinningsområdets utflöde mynnar i havet.